# Antonio Longo
Antonio Longo (Varena, 14 aprile 1742 – Varena, 26 maggio 1820) è stato un pittore austriaco.
Fu discepolo di Cristoforo Unterperger; imparò l'arte dell'affresco da Valentino Rovisi.

## Biografia

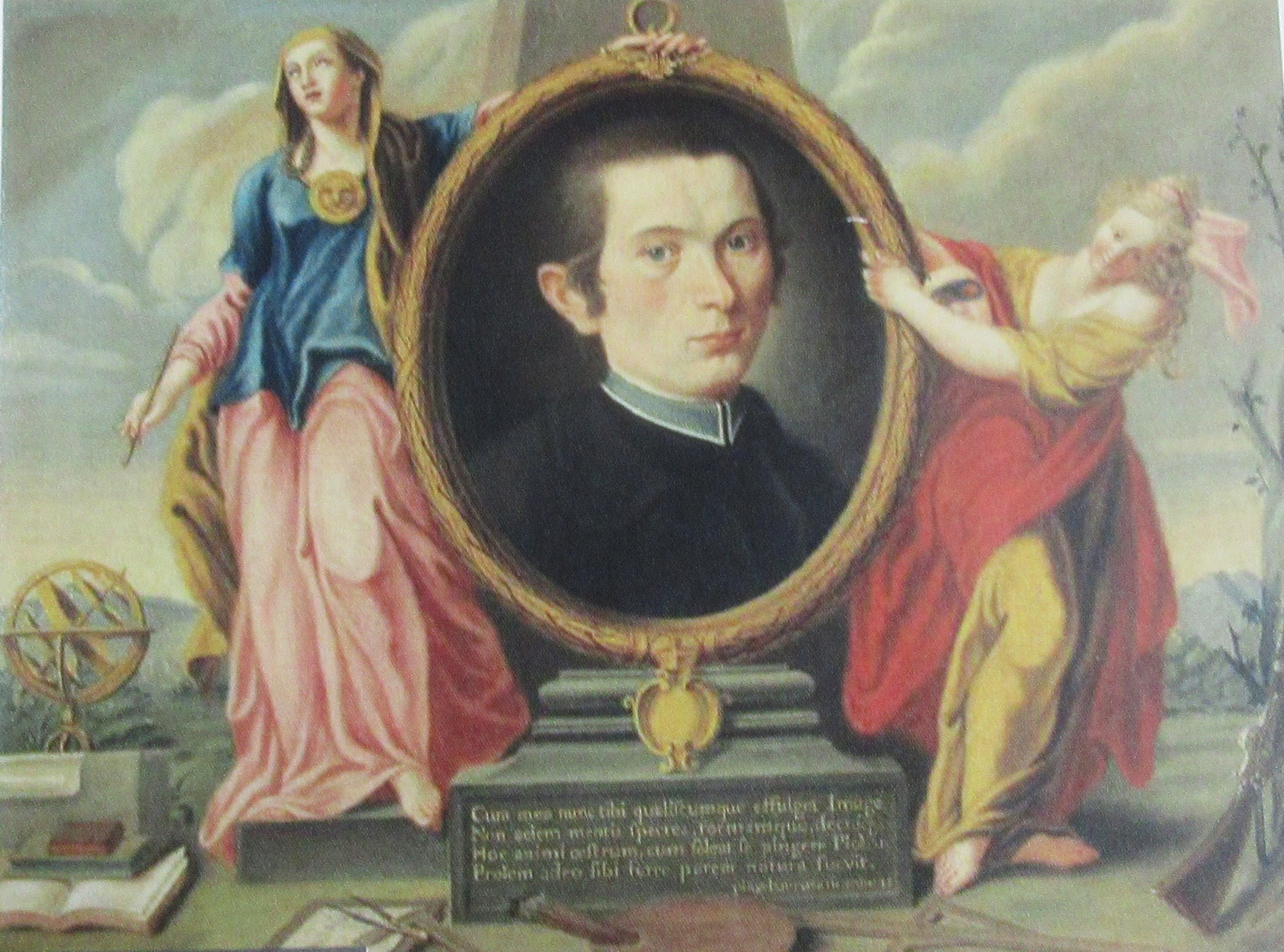
Autoritratto di Antonio Longo fatto nel 1770

Antonio Longo nacque a Varena nell'allora Contea del Tirolo il 14 aprile 1742. da una delle più antiche famiglie della Valle di Fiemme. Nel 1762 presentò il titulm mensae che, giudicato sufficiente, gli rese possibile l'ordinazione sacerdotale il 24 maggio 1766, dopo che aveva studiato la morale per tre anni a Trento. Anche il fratello primogenito Giovanni Battista (Cavalese 1739 - Trento 1767) aveva abbracciato la carriera ecclesiastica divenendo minore francescano; il Longo gli ha fatto un ritratto nel 1770 che si può vedere nel Museo provinciale di Trento. 
Nel 1767 il Longo viveva a Varena, senza particolari incarichi, ed abitava, dopo l'incendio della casa paterna avvenuto nel 1765, in una casa del beneficio Bonelli, non senza godere spesso per i pasti dell'ospitalità del fratello. Del resto non gli mancavano i mezzi per vivere e, compiuti i suoi doveri di sacerdote, si divertiva a dipingere. Non si sa quando e come si fosse avviato alla pittura; probabilmente si è formato da sé copiando i dipinti che allora esistevano in abbondanza in casa Unterperger a Cavalese e che venivano messi volentieri a disposizione dei giovani artisti. Fu molto legato a Ignazio Unterpergher, nipote di Michelangelo, e soprattutto a Cristoforo Unterperger, con cui intrattenne intense relazioni sia di amicizia sia professionali, divenendone discepolo e primo biografo. In un disegno datato 1763, posseduto dagli eredi ma ora introvabile, c'erano delle annotazioni biografiche che lo indicavano come il suo primo disegno fatto da quando, abbandonato lo svago della caccia, che esercitava ancora nel 1767, aveva deciso di dedicare il suo tempo libero alla pittura. Nell'autoritratto del 1770 le figure allegoriche alludenti alla vittoria della scienza e dell'arte del piacere della caccia sanciscono definitivamente i suoi orientamenti: la prima ha vinto sull'allegra figura della seconda che tenta di trascinarlo lontano dai severi studi all'aperto dove, appoggiato ad un albero, lo attende un fucile da caccia.

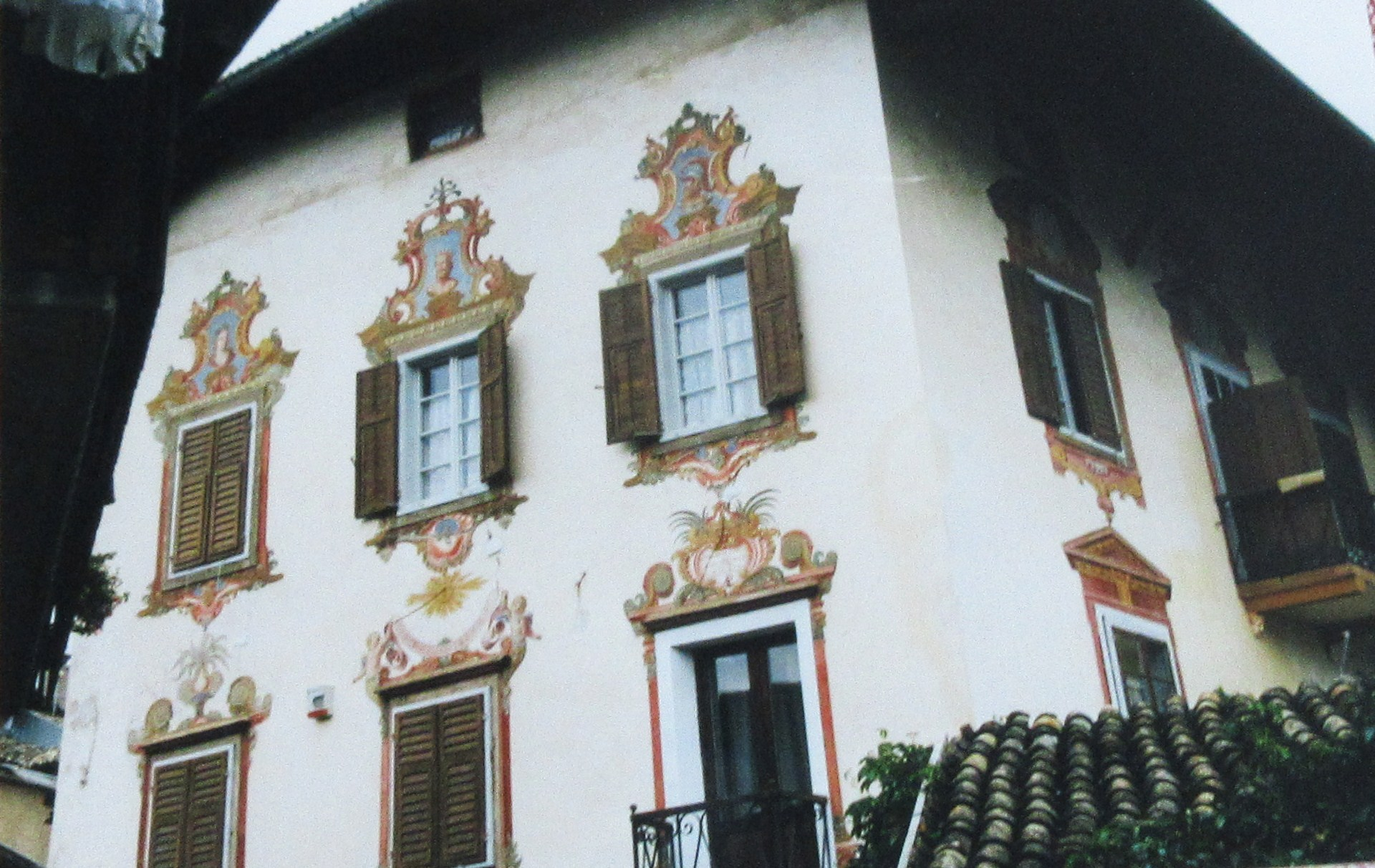
Casa di Antonio Longo a Varena

Nello stesso anno il Longo restaura la casa paterna che viene ricostruita dopo il terribile incendio del 17 luglio 1765 nel quale restarono incenerite le case di cinquanta famiglie, decorandola all'esterno con affreschi di gusto settecentesco. Attorno alle finestre del lato ovest sono riprodotte le allegorie della quattro stagioni; sul lato sud ci sono tre busti di divinità pagane ed al piano inferiore una meridiana e la scritta: Familiarum comodo / et Loci ornamento / anno MDCCLXXV post incendium/ PAL, mentre sul lato est ci sono fregi più semplici e in una finestra della soffitta si affaccia un gatto, illusione scherzosa al soprannome che avevano gli abitanti di Varena. Non è documentato dove abbia appreso la tecnica dell'affresco ma è probabile un suo contatto con Valentino Rovisi di Moena, che a quel tempo era ricercato come affrescatore e che nella stessa Varena nel 1764 aveva dipinto le stazioni della Via Crucis che cingevano il cimitero; tra l'altro tra il 1776 e il 1778 rivestì l'incarico di cappellano della chiesa di Moena ed ebbe la possibilità di frequentare il Rovisi.

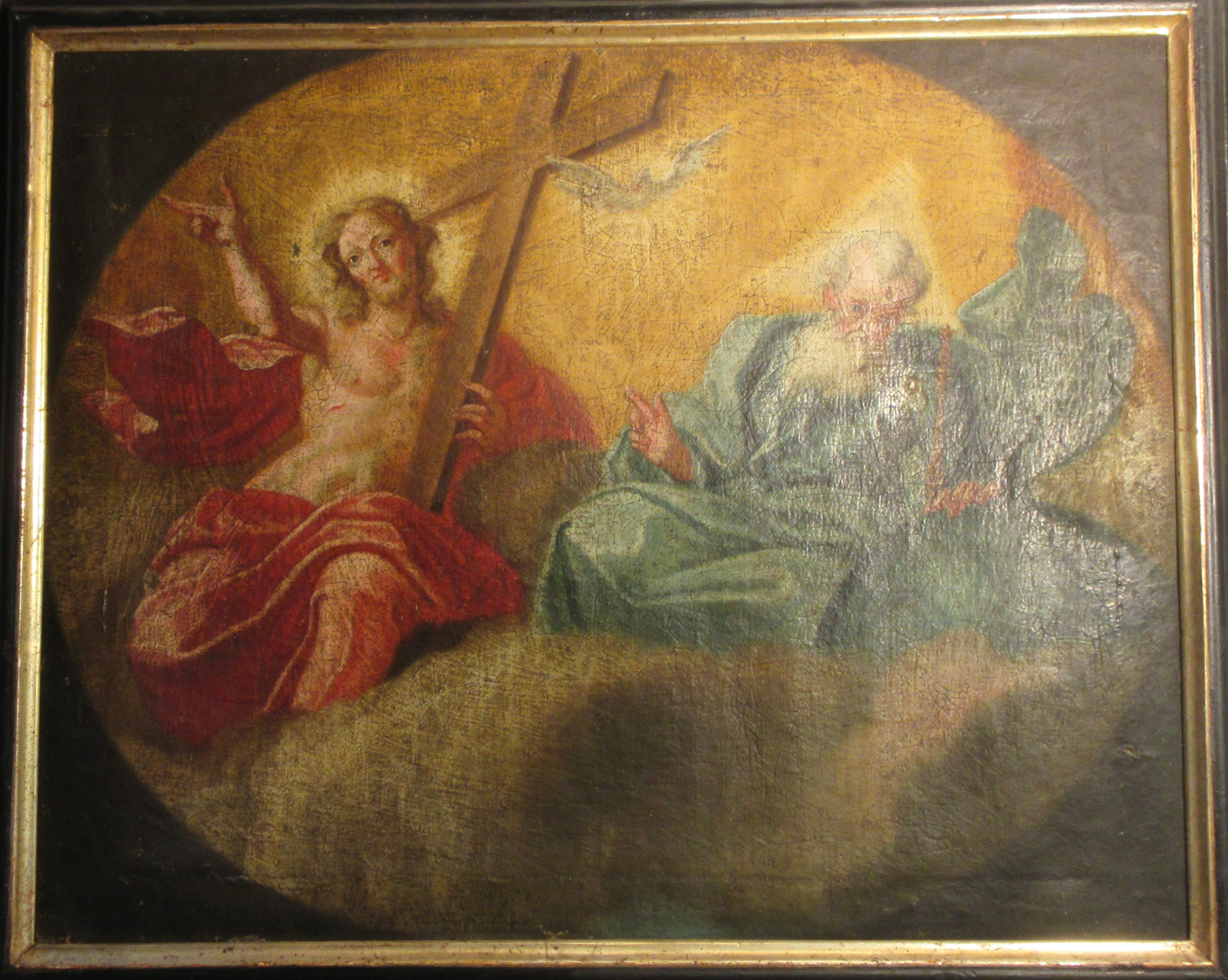
Quadro del Longo 1770-1780 in collezione privata a Cavalese

Nella primavera del 1780 il Longo coronò il sogno di trasferirsi a Roma dove, con una lettera dell'agente imperiale presso la santa sede Gianfrancesco Brunati di Rovereto, ottenne il posto di cappellano presso la chiesa dell'Anima che raccoglieva la colonia imperiale tedesca. I suoi compiti ecclesiastici non erano molto gravosi e gli permisero di visitare la città e di spingersi fino a Napoli dove poté ammirare dei capolavori che vedeva per la prima volta.
Per supplire alla sua scarsa formazione pittorica si iscrisse all'Accademia del Nudo sul Campidoglio imparando così a calcolare e a rappresentare le proporzioni dei corpi in modo preciso e realistico. Questa sua frequentazione dell'Accademia del Nudo gli permise di fregiarsi del titolo di accademico romano. Si dedicò anche allo studio delle opere di illustri pittori del passato.

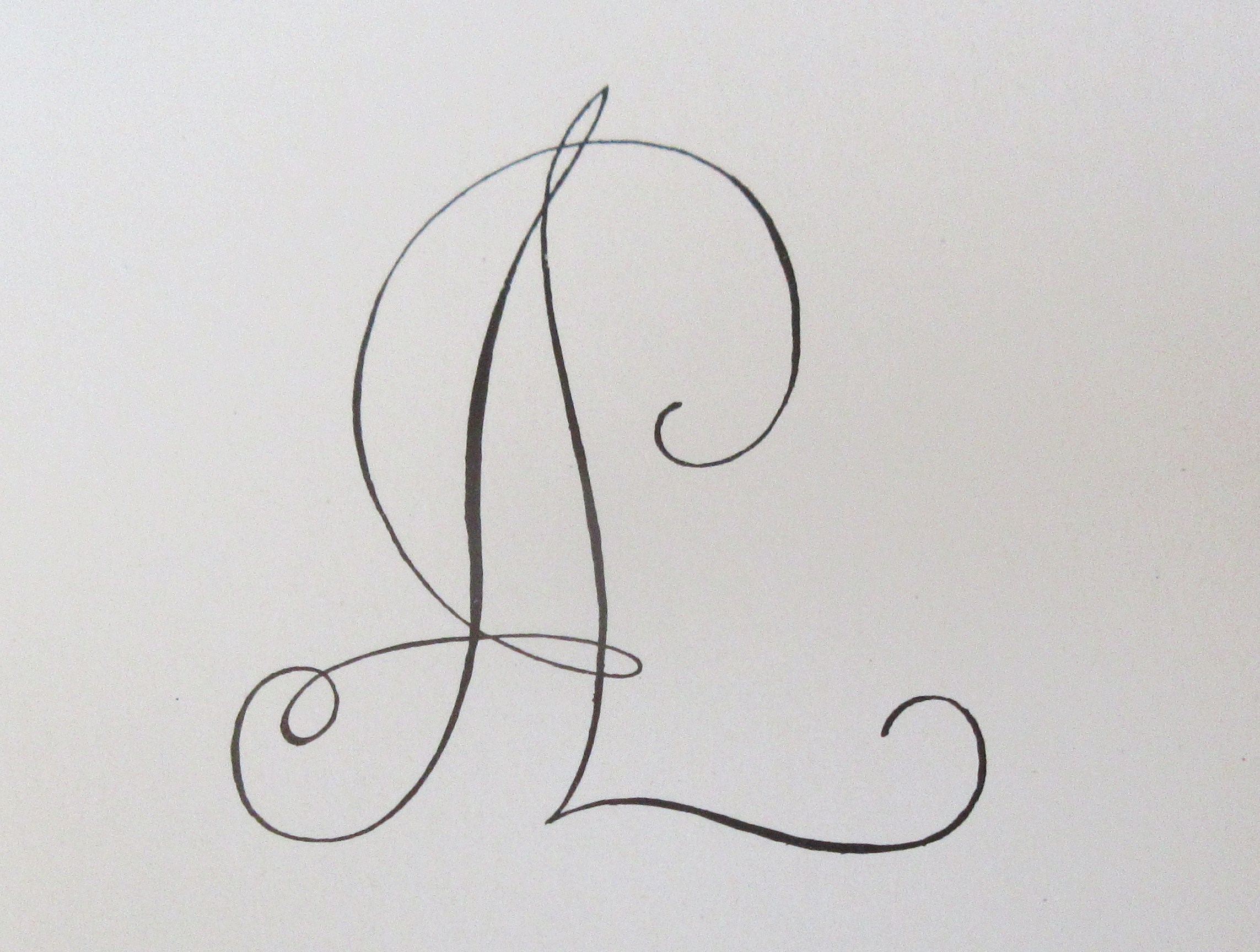
Sigla con la quale Antonio Longo firmava nel retro i suoi quadri

Nel 1785 diceva di aver sospeso la frequentazione dell'Accademia del nudo e di essersi per qualche tempo dedicato a studi teologici, aggiungendo però che avrebbe presto ripreso a dipingere. Nel 1788 realizzava, con un motivo iconografico nuovo, la pala della Madonna del Rosario per la chiesa parrocchiale di Cavalese della quale si conserva il bozzetto definitivo a Varena. Alle commissioni che gli venivano dal Trentino si erano andate aggiungendo, nell'ultimo decennio del Settecento, quelle dell'ambiente romano. Diverse sue opere, eseguite durante il periodo romano, si trovano sparse in chiese e canoniche della penisola.
La Repubblica Romana, instaurata dai Francesi nel 1798, ordinò l'espulsione di tutti gli stranieri che non fossero francesi così il Longo, cittadino austriaco, dovette partire e nell'estate di quell'anno rientrò a Varena dove, per le insistenze dell'amico Riccabona, arciprete di Cavalese, accettò contro voglia il posto di vicecurato. Il Longo non perse mai la speranza di poter ritornare a Roma dove aveva lasciato quadri, libri e più della metà del suo cuore.

Nel 1801 Antonio Longo dipinge un affresco al centro della facciata della chiesa francescana di San Vigilio a Cavalese dove San Vigilio è raffigurato con il pastorale vescovile, la palma e lo zoccolo ai piedi simboli del martirio.
Il Longo si interessò anche di problemi architettonici: nel 1803 ricostruì e sopraelevò la torre civica della chiesa di San Sebastiano a Cavalese; nel 1804 progettò la sopraelevazione del campanile della chiesa di Tesero. Progettò anche l'ampliamento della chiesa di Ziano e ideò la costruzione dell'ospedale di Tesero. Nel 1809 intagliò in legno il tabernacolo ed i due altari della chiesa di Varena.
Dal 1806 il Longo si dedicò all'esecuzione di Vie Crucis molto richieste nelle chiese ispirandosi a prototipi di Cristoforo Unterperger ma per la fretta dell'esecuzione produceva delle opere mediocri forse anche perché la collaborazione degli allievi non era eccellente.

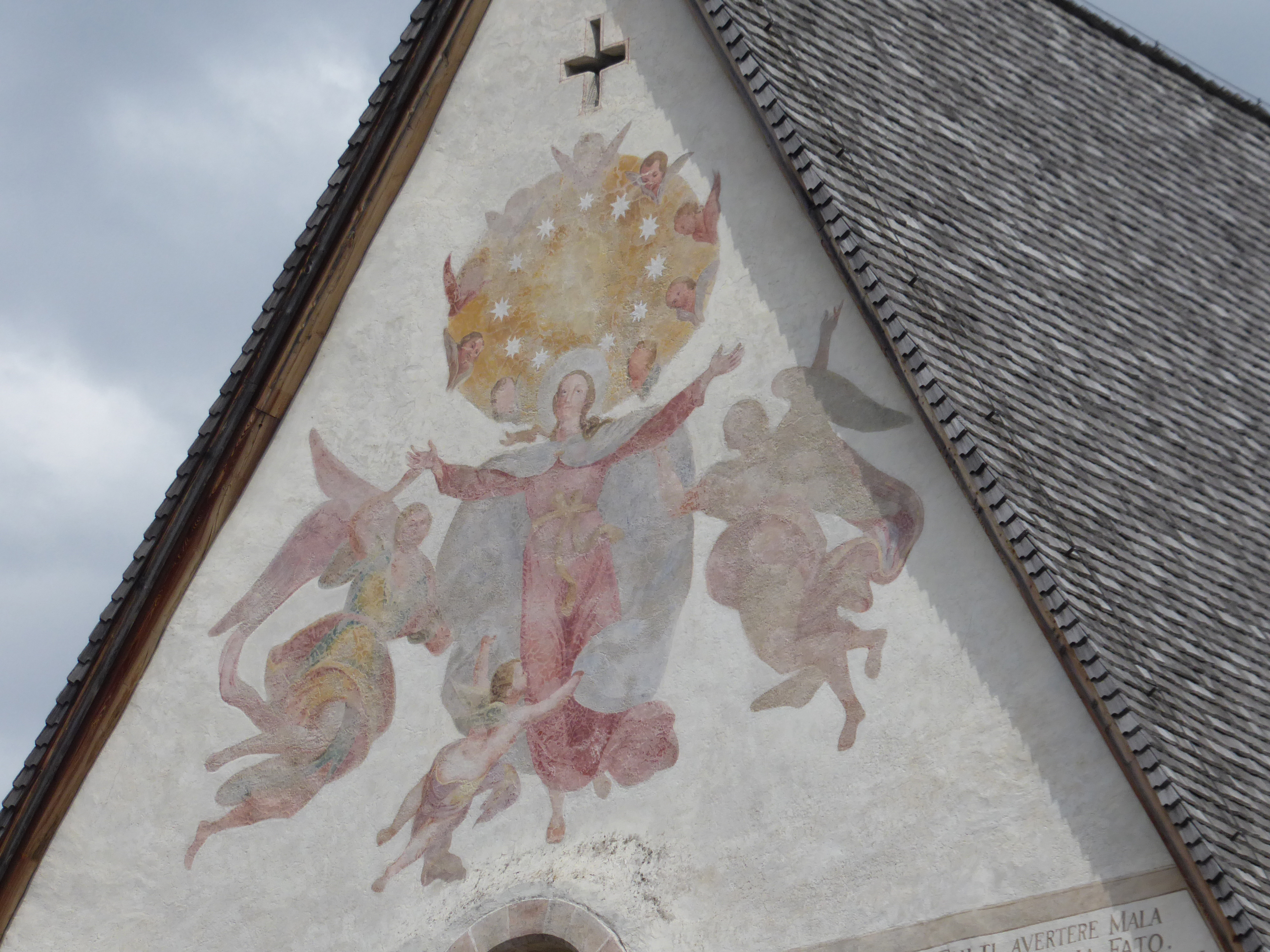
Affresco dell'Assunta del 1814 sul timpano della pieve di Cavalese.

Nel 1814 dipinge il grande affresco dell'Assunzione di Maria sulla facciata della parrocchiale di Cavalese. in due giorni cominciato venerdì sera e terminato sabato sera L'iscrizione commemorativa recita: OB VALLEM A TOT PERICULIS PRESERVATAM ET A BAVARORUM ET GALLORUM DOMINATV LIBERATAM / SVA ET PRIORVM VOTA ERGA GLORIOSISS. PATRONAM ET ADVOCATAM LVBENS MERITO PENICILLO SOLVIT PR. ANTONIVS DE LONGIS ACADE. ROMA. MDCCCXIV.
L'attività artistica che aveva ripreso nel maggio del 1800 si fa febbrile, forse per una necessità di sfogo nella solitudine del paese dove gli mancava l'occasione di rapporti e scambi di opinioni come prima a Roma. La rapidità con la quale realizzava gli affreschi gli procurò varie commissioni per privati che desideravano ornare le facciate delle loro case con opere vivaci di colore e piacevoli nell'esecuzione anche se il Longo non si impegnava molto ripetendo spesso gli stessi motivi compositivi.
Antonio Longo morì a Varena il 13 settembre 1820, all'età di settantotto anni, dopo mesi di penoso e lacrimevole stato di salute.
Con il suo testamento, scritto fra il 10 e il 15 gennaio 1820 pochi mesi prima della morte, il Longo mostra un'ansia di dare a tutto una sistemazione e di lasciare un vasto ricordo di sé. Nel testamento lasciava ai parenti tutto quello che aveva ereditato dai suoi familiari facendo riferimento alle norme dello statuto di Trento, legava poi ad opere pie beni per dodicimila fiorini, cioè quanto in terra, case e denaro liquido era frutto del suo lavoro; ottomila fiorini "affinché con l'annui affitti de Mede[si]mi capitali vengano allevati per la Chiesa di Fiemme e mantenuti ne studj due Giovani Vicini della Comunità Generale di Fiemme, onde poter abbracciare lo stato ecclesiastico sia Secolare che Regolare"; cinquecento fiorini al comune di Tesero per l'educazione cristiana ed elementare delle fanciulle; cinquecento fiorini furono destinati per il mantenimento di una maestra nubile, di buoni costumi, buona condotta, capace di insegnare tanto la Dottrina quanto il rimanente, a tenor delle condizioni delle ragazze, tutti li mesi destinati d'inverno alle scuole; milletrecento fiorini per soddisfare ad un voto fatto cinque anni prima, per l'acquisto della cappella Bertelli di Cavalese oltre a cinque o sei fondi per pagare il trasferimento della statua dell'Addolorata dal sotterraneo al piano superiore della cappella stessa e per le spese della sua manutenzione a cui si aggiungeva il necessario per sette messe perpetue e duecento fiorini per le spese di sistemazione dell'edificio. Per l'ornamento della cappella lasciava due grandi dipinti di San Michele e dell'Angelo custode oltre a venti quadri. Lasciava poi alla chiesa di Varena tutti i lavori e spese fatte entro e fuori di quella in cinquanta anni, la propria parte della casa con stabio, stala, volti e aderenze e  di più la stufa col Crocefisso e dodici quadri, con quelli del camerino e li sei del portico, tutte le reliquie portate da Roma, una medaglia d'oro avuta da papa Pio VI e due campi comperati per 125 fiorini, mille fiorini, un mulino, prati, campi. Alla chiesa dei Masi lasciava trenta fiorini e alla chiesa di Ziano i disegni di architettura e gli affreschi fatti sulla facciata oltre cento fiorini. Inoltre dispose che al sagrestano fosse dato ogni anno un fiorino perché, oltre a servir messa, si impegnasse perché tutta la volta della chiesa fosse imbiancata da maestri esperti.

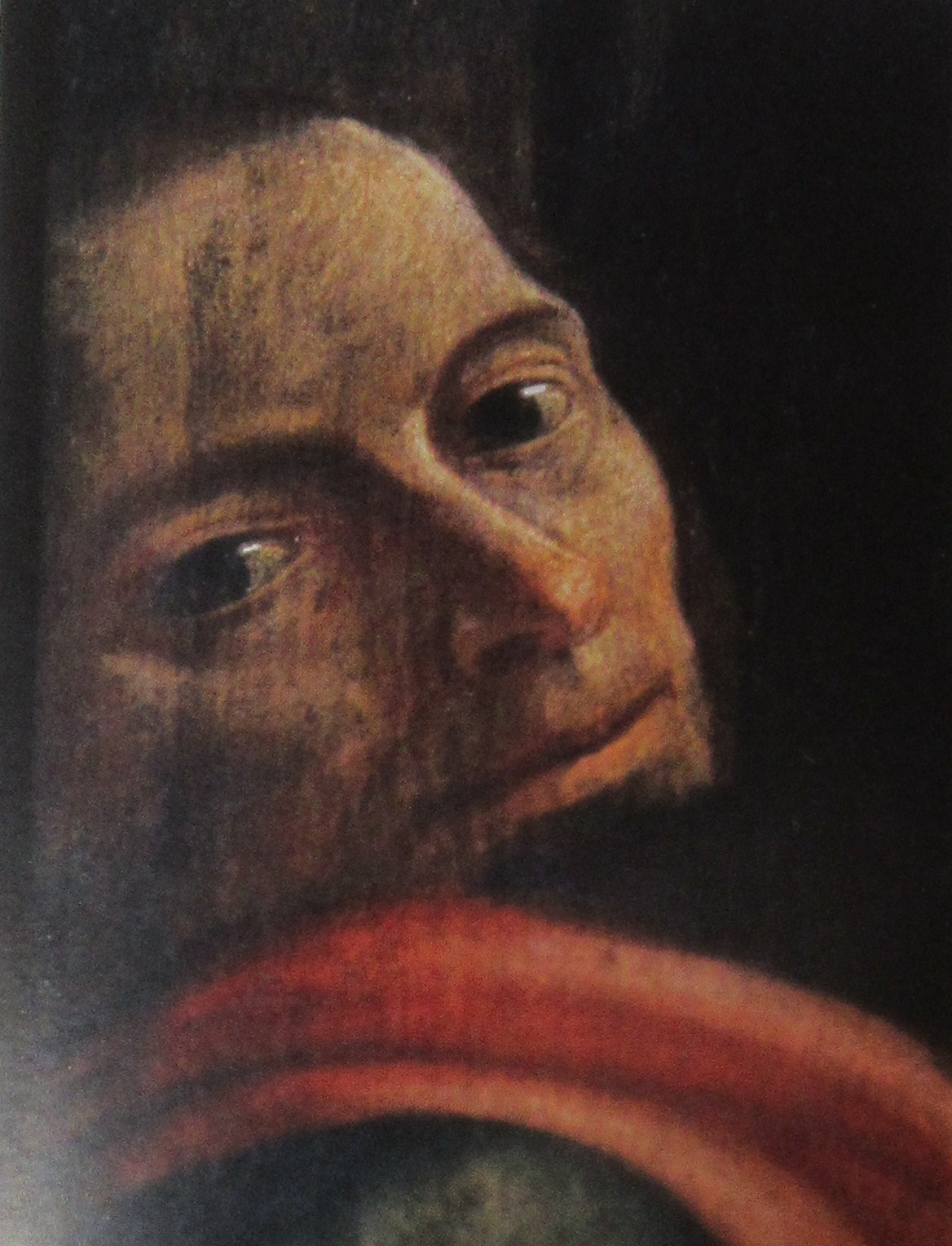
Autoritratto del Longo in un quadro della chiesa di Daiano dipinto nel 1800.

Scorrendo la lista delle opere del Longo stilata da Nicolò Rasmo nel 1984 si rimane stupefatti dalla quantità delle opere che gli vengono attribuite: dipinti su tela, affreschi, opere architettoniche e gonfaloni. 
Il Longo era prima di tutto un sacerdote e un credente ed i suoi Crocifissi sono studiati e rappresentati secondo una particolare angolazione tenendo conto che hanno lo scopo di sollecitare nei fedeli la fede, la pietà e la riflessione sui sacri misteri.
Un suo autoritratto si può scorgere, nella tela dell'altare maggiore di Daiano dipinto nel 1800 che raffigura l'Incredulità di San Tommaso, tra i personaggi che stanno sullo sfondo ed è l'ultimo a sinistra. 
La cognata, esecutrice testamentaria, lasciò alla chiesa di Varena non solo la sua parte della casa, che è ora la canonica, ma anche altri quadri che rimasero a ornare la canonica stessa e che nella massima parte vi sono ancora conservati. I quadri andati in eredità ai parenti di Tesero fino al 1930 erano ancora raccolti in grande quantità in varie case ma poi vennero dispersi e nella massima parte venduti alla spicciolata ad antiquari e villeggianti spesso per somme irrisorie per la scarsa valutazione che si aveva allora delle opere del Longo causata in particolare dal numero di esse e dal modesto valore artistico, specialmente quelle fatte negli ultimi anni in cui il Longo ripeté sempre più spesso, con moduli stereotipati, rigidi schemi devozionali. Gli affreschi sulle facciate delle chiese di Daiano, Carano e Varena e quelli che si trovavano sulle facciate di numerose case vennero distrutti senza scrupoli..

## Opere
- Ritratto di padre Giovanni Francesco Longo, Trento, Museo provinciale
- Gesù Bambino dormiente, Varena, Canonica
- Affreschi di Casa Longo,, Varena, Canonica
- Madonna del Buon Consiglio, affresco, 1770, Varena, Fienile della Casa Longo
- Autoritratto, 1770, Varema, Canonica
- Ritratto di padre Giovanni Francesco Longo O.F.M., 1770, Varena, Canonica
- Madonna col Bambino e i santi Francesco e Antonio Abate, 1771, Varena, Chiesa parrocchiale, presbiterio
- S. Vigilio in gloria, 1771, Varena, Canonica
- S. Vigilio in adorazione della Trinità, 1771, Varena, Chiesa parrocchiale
- Martirio di S. Vigilio, 1771, Varena, Chiesa parrocchiale
- Busto di Madonna col Bambino, 1772, Varena, Canonica
- Madonna col Bambino e S. Giovannino, 1772, Varena, Canonica
- Madonna col Bambino a mezza figura, 1774, Varena, Canonica
- Crocifisso, 1777,  Varena, Canonica
- Trinità, 1770/1780, Cavalese, Collezione privata[7]
- Redentore in gloria e i santi Modesto, Vigilio, Zeno e Giorgio, 1778, Aldeno, Chiesa parrocchiale
- martirio di S. Modesto, 1778, Aldeno, Chiesa parrocchiale
- Stigmatizzazione di S. Francesco, 1778, Cavalese, Convento dei Francescani
- Battesimo di Cristo, 1783, Cavalese, Chiesa parrocchiale
- Crocifisso, 1786, Varena, Canonica
- Battesimo di Cristo, 1786, Vigo di Fassa, Chiesa parrocchiale
- Madonna del Rosario, 1788, Magrè, Chiesa parrocchiale
- Crocifisso, 1789, Roda (Ziano), Chiesa di S. Anna
- Madonna col Bambino e i santi Caterina, Giuseppe e Sebastiano, 1790, Riva del Garda, Museo Civico
- Crocifisso, 1790, Tesero, Chiesa parrocchiale
- Crocifisso, 1791, Bellamonte, Chiesa Madonna della Neve
- S. Nicolò e altri santi, 1793, Ariccia, Oratorio di S. Nicolò
- Santi Vincenzo e Filippo Neri, 1794, Varena, Canonica
- S. Filippo Neri, 1795, Montalbiano (Casatta di Valfloriana), Chiesa di S. Filippo Neri
- S. Antonio Abate orante, 1795, Varena, Canonica
- S. Antonio Abate, 1795, Viterbo, Chiesa di S. Martino
- Ultima cena, 1796, Castello di Fiemme, Chiesa parrocchiale
- S. Nicolò, 1796, Carano, Chiesa parrocchiale
- Madonna del Rosario, 1796, Carano, Chiesa parrocchiale
- Madonna che legge con in braccio Gesù Bambibo, 1796, Cavalese, Convento dei Francescani
- S. Pietro, 1796, Moena, Chiesa parrocchiale
- S. Paolo, 1796, Moena, Chiesa parrocchiale
- Apparizione del'Immacolata a S. Filippo Neri, Montalbiano (Casatta di Valfloriana), Chiesa di S. Filippo Neri
- Ritratto di papa Pio VI, Trento, Museo provinciale d'arte
- Ultima cena, 1796, Varena, Canonica
- Incredulità di S.Tomaso, 1800, Daiano, Chiesa parrocchiale, altare maggiore
- Trinità. 1800, Varena, Canonica
- Commiato dei Santi Pietro e Paolo prima del martirio, 1800, Varena, Chiesa parrocchiale
- Crocefissione con Longino, le Pie Donne e la Maddalena, affresco, 1801, Varena, Chiesa parrocchiale, coro
- Crocefissione con Longino, la Madonna e la Maddalena, 1801, Daiano, Chiesa parrocchiale
- S. Vigilio, affresco della facciata, 1801, Cavalese, Chiesa S. Vigilio
- S. Lugano, 1801, San Lugano, Chiesa parrocchiale
- Madonna col Bambino, il Padre Eterno e lo Spirito Santo, 1801, Varena, Canonica
- Madonna col Bambino, il Padre Eterno e lo Spirito Santo, 1802, Cles, Convento dei Francescani
- S. Tomaso, 1802, Daiano, Canonica
- S.  Antonio da Padova, 1804, Madrano, Chiesa parrocchiale
- Decollazione del Battista, 1804, Madrano, Chiesa parrocchiale
- Sopraelevazione del campanile, 1804, Tesero
- Ricostruzione del campanile di S. Sebastiano, 1805, Cavalese
- Progetto per l'ampliamento della chiesa, 1805, Ziano
- S. Lucia, 1807, Predazzo, Regola feudaleUltima cena, 1808, Varena, Canonica
- Progetto per il tabernacolo dell'altare maggiore, 1808, Varena, Chiesa parrocchiale
- Ritratto dell'arciprete Giovanni Francesco Riccabona, 1809, Cavalese, canonica
- Stazioni della Via Crucis, 1810, Daiano, Chiesa parrocchiale
- Trinità, 1810, Cles, Convento dei Francescani
- Stazioni della Via Crucis, 1810, Varena, Chiesa parrocchiale
- La comunione degli apostoli, 1812, Carano, Chiesa parrocchiale
- Stazioni della Via Crucis, 1812, Trento, Chiesa di S. Pietro
- S. Giacomo, 1814, S. Giacomo a Solagna, Chiesa parrocchiale
- Madonna Assunta, affresco sulla facciata, 1814, Cavalese, Chiesa parrocchiale
- Madonna cl Bambino, 1815, Varena, Canonica
- Cristus patiens, 1800/1820, Cavalese, collezione privata[21]
- Stazioni della Via Crucis, 1815, Civezzano, Chiesa parrocchiale[22]
- S. Michele, 1816, Varena, Canonica
- Trinità, 1819, Daiano, Canonica
- Stazioni della Via Crucis, 1819, Cavalese, Chiesa S. Vigilio
- Madonna Addolorata, 1819, Tesero, Chiesa S. Leonardo